# Condado de Umatilla
O Condado de Umatilla é um dos 36 condados do Estado americano do Oregon. A sede do condado é Pendleton, e sua maior cidade é Pendleton. O condado possui uma área de 8 369 km² (dos quais 41 km² estão cobertos por água), uma população de 70 548 habitantes, e uma densidade populacional de 8 hab/km² (segundo o censo nacional de 2000). O condado foi fundado em 27 de setembro de 1862.